# Tambon Yonok
Tambon  (Thai: โยนก) is een tambon in de amphoe Chiang Saen in de changwat Chiang Rai. De tambon telde in 2005 4.777 inwoners en bestaat uit 8 mubans.